# 53e corps d'armée (Allemagne)
 (décembre 2023).
Si vous disposez d'ouvrages ou d'articles de référence ou si vous connaissez des sites web de qualité traitant du thème abordé ici, merci de compléter l'article en donnant les références utiles à sa vérifiabilité et en les liant à la section « Notes et références ».
 (décembre 2023).
La mise en forme du texte ne suit pas les recommandations de Wikipédia : il faut le « wikifier ».
Les points d'amélioration suivants sont les cas les plus fréquents. Le détail des points à revoir est peut-être précisé sur la page de discussion.
- Les titres sont pré-formatés par le logiciel. Ils ne sont ni en capitales, ni en gras.
- Le texte ne doit pas être écrit en capitales (les noms de famille non plus), ni en gras, ni en italique, ni en « petit »…
- Le gras n'est utilisé que pour surligner le titre de l'article dans l'introduction, une seule fois.
- L'italique est rarement utilisé : mots en langue étrangère, titres d'œuvres, noms de bateaux, etc.
- Les citations ne sont pas en italique mais en corps de texte normal. Elles sont entourées par des guillemets français : « et ».
- Les listes à puces sont à éviter, des paragraphes rédigés étant largement préférés. Les tableaux sont à réserver à la présentation de données structurées (résultats, etc.).
- Les appels de note de bas de page (petits chiffres en exposant, introduits par l'outil «  Source ») sont à placer entre la fin de phrase et le point final[comme ça].
- Les liens internes (vers d'autres articles de Wikipédia) sont à choisir avec parcimonie. Créez des liens vers des articles approfondissant le sujet. Les termes génériques sans rapport avec le sujet sont à éviter, ainsi que les répétitions de liens vers un même terme.
- Les liens externes sont à placer uniquement dans une section « Liens externes », à la fin de l'article. Ces liens sont à choisir avec parcimonie suivant les règles définies. Si un lien sert de source à l'article, son insertion dans le texte est à faire par les notes de bas de page.
- La présentation des références doit suivre les conventions bibliographiques. Il est recommandé d'utiliser les modèles {{Ouvrage}}, {{Chapitre}}, {{Article}}, {{Lien web}} et/ou {{Bibliographie}}. Le mode d'édition visuel peut mettre en forme automatiquement les références.
- Insérer une infobox (cadre d'informations à droite) n'est pas obligatoire pour parachever la mise en page.

Pour une aide détaillée, merci de consulter Aide:Wikification.
Si vous pensez que ces points ont été résolus, vous pouvez retirer ce bandeau et améliorer la mise en forme d'un autre article.
Le 53e corps d'armée (en allemand : LIII. Armeekorps) était un corps d'armée de l'armée de terre allemande, la Heer, au sein de la Wehrmacht pendant la Seconde Guerre mondiale.

## Hiérarchie des unités
| Nom          | Nbre d'hommes       | Unités subalternes                | Grade de commandement                 |
| ------------ | ------------------- | --------------------------------- | ------------------------------------- |
| Heeresgruppe | + 300 000           | 2 à + Armeen (Armées)             | Generaloberst ou Generalfeldmarschall |
| Armee        | + 100 000 - 300 000 | 2 à + Armeekorps (Corps d'armées) | General ou Generaloberst              |
| Armeekorps   | + 30 000 - 80 000   | 2 à + Divisionen (Division)       | Generalleutnant ou General            |
| Division     | + 10 000 – 20 000   | 2 à 6 Brigaden (Brigade)          | Generalmajor ou Generalleutnant       |
| Brigade      | + 3 000 – 5 000     | jusqu'à 3 Regimentern (Régiment)  | Oberst ou Generalmajor                |

## Historique
Le LIII. Armeekorps a été créé le 15 février 1941 dans le Wehrkreis XVIII. 
Il est détruit sur le Front de l'Est le 28 juin 1944. Les survivants sont utilisés pour former le XII. SS-Armeekorps.
Le Generalkommando LIII. Armeekorps est reformé le 11 novembre 1944 à Danzig dans le Wehrkreis XX à partir du Generalkommando Rothkirch et les troupes du LIV. Armeekorps. 
Il est détruit dans la poche de la Ruhr et capitule le 15 avril 1945.

## Organisation

### Commandants successifs
| Date                                | Grade                  | Commandant                        |
| ----------------------------------- | ---------------------- | --------------------------------- |
| 15 février 1941 - 1er décembre 1941 | General der Infanterie | Karl Weisenberger                 |
| 1er décembre 1941 - 15 janvier 1942 | General der Infanterie | Walther Fischer von Weikersthal   |
| 15 janvier 1942 - 22 juin 1943      | General der Infanterie | Heinrich Clößner                  |
| 22 juin 1943 - 26 juin 1944         | General der Infanterie | Friedrich Gollwitzer              |
|                                     | Reformation            |                                   |
| 11 novembre 1944 - 6 mars 1945      | General der Kavallerie | Edwin Graf von Rothirch und Trach |
| 6 mars 1945 - 24 mars 1945          | Generalleutnant        | Walter Botsch                     |
| 24 mars 1945 - 8 mai 1945           | Generalleutnant        | Fritz Bayerlein                   |

### Chef des Generalstabes
| Date                                | Grade       | Commandant                |
| ----------------------------------- | ----------- | ------------------------- |
| 15 février 1941 - 19 janvier 1942   | Oberst i.G. | Dr. Ing. Kurt Waeger      |
| 19 janvier 1942 - 15 février 1943   | Oberst i.G. | Max Bork                  |
| 15 février 1943 - 14 mars 1943      | Oberst i.G. | Albert Radke              |
| 15 mars 1943 - 10 juin 1944         | Oberst i.G. | Hans Schmidt              |
|                                     | Reformation |                           |
| 11 novembre 1944 - 20 novembre 1944 | Oberst i.G. | Hans-Richard von Raesfeld |
| 20 novembre 1944 - 4 février 1945   | Oberst i.G. | Werner Bodenstein         |
| Février 1945 - Avril 1945           | Oberst i.G. | Siebert                   |

### 1. Generalstabsoffizier (Ia)
| Date                                | Grade               | Commandant          |
| ----------------------------------- | ------------------- | ------------------- |
| 15 février 1941 - Décembre 1941     | Hauptmann i.G.      | Justus Boehnke      |
| Décembre 1941 - Août 1943           | Major i.G.          | Helmut Picot        |
| Août 1943 - Novembre 1943           | Major i.G.          | Karl-Heinz Collee   |
| Novembre 1943 - Juin 1944           | Major i.G.          | Hans-Joachim Meinel |
|                                     | Reformation         |                     |
| 11 novembre 1944 - 15 novembre 1944 | Oberstleutnant i.G. | Hellmuth Kreidel    |
| 15 novembre 1944 - Avril 1945       | Major i.G.          | Siegfried Ehrhardt  |

## Théâtres d'opérations
- Allemagne : Novembre 1940 - Juin 1941
- Front de l'Est, secteur Centre : Juin 1941 - Juin 1944
- Front de l'Ouest, Ardennes et Ruhr : Novembre 1944 - Avril 1945

## Ordre de batailles

### Rattachement d'Armées
| Date             | Armée                        | Groupe d'Armées    |
| ---------------- | ---------------------------- | ------------------ |
| 1941             |                              |                    |
| Avril            | 11. Armee                    | Heeresgruppe C     |
| Mai              | 11. Armee                    | OKH                |
| Juin             | 4. Armee                     | Heeresgruppe Mitte |
| Juillet          | z. Vfg.                      | Heeresgruppe Mitte |
| Août             | 2. Armee                     | Heeresgruppe Mitte |
| Septembre        | z. Vfg.                      | Heeresgruppe Mitte |
| 2 octobre        | 2. Armee                     | Heeresgruppe Mitte |
| 19 octobre       | 2. Panzerarmee               | Heeresgruppe Mitte |
| 1942             |                              |                    |
| 1er janvier      | 2. Panzerarmee               | Heeresgruppe Mitte |
| 1943             |                              |                    |
| 1er janvier      | 2. Panzerarmee               | Heeresgruppe Mitte |
| Septembre        | z. Vfg.                      | Heeresgruppe Mitte |
| Octobre          | 3. Panzerarmee               | Heeresgruppe Mitte |
| 1944             |                              |                    |
| Janvier          | 3. Panzerarmee               | Heeresgruppe Mitte |
| Reformation 1944 |                              |                    |
| Décembre         | 7. Armee                     | Heeresgruppe B     |
| 1945             |                              |                    |
| Janvier          | 7. Armee                     | Heeresgruppe B     |
| Avril            | Armee-Abteilung von Lüttwitz | Heeresgruppe B     |

### Unités subordonnées
22 juin 1941
- 293. Infanterie-Division

10 août 1941
- 52. Infanterie-Division
- 252. Infanterie-Division

20 août 1941
- 52. Infanterie-Division
- 252. Infanterie-Division
- 267. Infanterie-Division

3 septembre 1941
- 52. Infanterie-Division
- 252. Infanterie-Division

2 octobre 1941
- 56. Infanterie-Division
- 31. Infanterie-Division
- 167. Infanterie-Division

2 janvier 1942
- 10. Infanterie-Division
- 4. Panzer-Division
- 112. Infanterie-Division
- 56. Infanterie-Division
- 167. Infanterie-Division
- 296. Infanterie-Division

2 avril 1942
- 112. Infanterie-Division
- 56. Infanterie-Division
- 167. Infanterie-Division
- 296. Infanterie-Division
- 25. Infanterie-Division

2 mai 1942
- 112. Infanterie-Division
- 56. Infanterie-Division
- 134. Infanterie-Division
- 296. Infanterie-Division
- 25. Infanterie-Division

2 juin 1942
- 25. Infanterie-Division
- 112. Infanterie-Division
- 296. Infanterie-Division
- 56. Infanterie-Division
- 134. Infanterie-Division

2 juillet 1942
- 25. Infanterie-Division
- 112. Infanterie-Division
- 296. Infanterie-Division
- 56. Infanterie-Division
- 11. Panzer-Division
- 26. Infanterie-Division

2 août 1942
- 25. Infanterie-Division
- 112. Infanterie-Division
- 296. Infanterie-Division
- 20. Panzer-Division
- 26. Infanterie-Division
- 17. Panzer-Division

2 septembre 1942
- 25. Infanterie-Division
- 112. Infanterie-Division
- 296. Infanterie-Division
- 20. Panzer-Division
- 26. Infanterie-Division
- 17. Panzer-Division

2 octobre 1942
- 25. Infanterie-Division
- 26. Infanterie-Division
- 112. Infanterie-Division
- 296. Infanterie-Division

2 novembre 1942
- 25. Infanterie-Division
- 26. Infanterie-Division
- 112. Infanterie-Division
- 296. Infanterie-Division

2 décembre 1942
- 25. Infanterie-Division
- 26. Infanterie-Division
- 112. Infanterie-Division
- 296. Infanterie-Division
- 293. Infanterie-Division
- 134. Infanterie-Division
- 52. Infanterie-Division

22 décembre 1942
- 112. Infanterie-Division
- 296. Infanterie-Division
- 25. Infanterie-Division
- 293. Infanterie-Division
- 134. Infanterie-Division

7 juillet 1943
- 208. Infanterie-Division
- 221. Sicherungs-Division
- 25. Panzer-Grenadier-Division
- 211. Infanterie-Division
- 293. Infanterie-Division

15 octobre 1943
- 246. Infanterie-Division
- 256. Infanterie-Division

1er novembre 1943
- 246. Infanterie-Division
- 256. Infanterie-Division

17 novembre 1943
- 6. Luftwaffen-Feld-Division
- 3. Luftwaffen-Feld-Division
- 4. Luftwaffen-Feld-Division

6 décembre 1943
- 3. Luftwaffen-Feld-Division
- 4. Luftwaffen-Feld-Division

26 janvier 1944
- 12. Infanterie-Division
- Kampfgruppe 87. Infanterie-Division
- Kampfgruppe 6. Feld-Division (L)
- 4. Feld-Division (L)

24 février 1944
- 5. Jäger-Division
- 95. Infanterie-Division
- 6. Feld-Division (L)
- 4. Feld-Division (L)

4 mars 1944
- 6. Feld-Division (L)
- 5. Jäger-Division
- 95. Infanterie-Division
- 4. Feld-Division (L)
- 246. Infanterie-Division
- 206. Infanterie-Division
- Standort-Kommandantur 282

12 mars 1944
- 6. Feld-Division (L)
- 95. Infanterie-Division
- 4. Feld-Division (L)
- 246. Infanterie-Division
- 206. Infanterie-Division
- Standort-Kommandantur 282

3 avril 1944
- 6. Feld-Division (L)
- 95. Infanterie-Division
- 4. Feld-Division (L)
- 246. Infanterie-Division
- 206. Infanterie-Division
- Standort-Kommandantur 282

27 avril 1944
- 6. Feld-Division (L)
- 4. Feld-Division (L)
- 206. Infanterie-Division
- Standort-Kommandantur 282

16 mai 1944
- 6. Feld-Division (L)
- 4. Feld-Division (L)
- 206. Infanterie-Division
- 246. Infanterie-Division
- Standort-Kommandantur 282

3 juin 1944
- 6. Feld-Division (L)
- 4. Feld-Division (L)
- 246. Infanterie-Division
- 206. Infanterie-Division

1er mars 1945
- Kampfgruppe 326. Volks-Grenadier-Diviosion
- 167. Volks-Grenadier-Division
- 340. Volks-Grenadier-Division

## Sources
- LIII. Armeekorps sur Lexikon-der-wehrmacht.de